# Pferdekopf (Naturschutzgebiet)
Koordinaten: 51° 34′ 42″ N, 10° 57′ 29″ O
Der Pferdekopf ist ein Naturschutzgebiet in der Gemeinde Südharz im Landkreis Mansfeld-Südharz in Sachsen-Anhalt.
Das Naturschutzgebiet mit dem Kennzeichen NSG 0103 ist 9,71 Hektar groß. Es ist Bestandteil des FFH-Gebietes und EU-Vogelschutzgebietes „Buchenwälder um Stolberg“ und vom Landschaftsschutzgebiet „Harz und Vorländer“ umgeben. Das Gebiet steht seit dem 1. Mai 1961 unter Schutz. Zuständige untere Naturschutzbehörde ist der Landkreis Mansfeld-Südharz.
Das Naturschutzgebiet liegt nördlich von Stolberg im Naturpark Harz/Sachsen-Anhalt und dem Biosphärenreservat Karstlandschaft Südharz. Es stellt naturnahe Buchenwälder auf den überwiegend südlich exponierten Ober- und Mittelhängen des namensgebenden Pferdekopfes unter Schutz. Die Wälder sind als Waldmeister-Rotbuchenwälder mit Einblütigem Perlgras auf den Oberhängen und Waldschwingel bzw. Hainsimse auf den Mittelhängen ausgeprägt. Durch die Lage der Hänge können kolline Florenelemente in die submontanen Buchwaldgesellschaften vordringen. So sind hier in der Strauchschicht Waldlabkraut, Echte Sternmiere und Walderdbeere zu finden, während Quirlblättrige Weißwurz als montane Art nur an wenigen Stellen anzutreffen ist. Neben den Waldmeister-Rotbuchen-Wäldern sind stellenweise Zahnwurz-Perlgras-Buchenwald, Hainsimsen-Rotbuchenwald mit zahlreichen Eichen sowie Waldreitgras und Waldschwingel und Waldlabkraut-Traubeneichen-Hainbuchenwald zu finden.
Im Naturschutzgebiet ist eine reiche Avifauna heimisch. So konnten hier 44 Brutvogelarten nachgewiesen werden, darunter die Höhlenbrüter Grau- und Schwarzspecht sowie Hohltaube. Auch verschiedene Säugetiere sind hier heimisch, z. B. Siebenschläfer, Haselmaus und Wildkatze.
Das Naturschutzgebiet ist nahezu vollständig von Waldflächen umgeben. Lediglich nach Süden schließen sich Grünlandflächen an.